# Ray Armstead
Raymond "Ray" Ricky Armstead (né le 27 mai 1960 à Saint-Louis) est un athlète américain spécialiste du 400 mètres. En 1984, il remporte la médaille d'or du relais 4 × 400 m des Jeux olympiques d'été de Los Angeles avec ses coéquipiers Sunder Nix, Alonzo Babers et Antonio McKay. L'équipe américaine établit le temps de 2 min 57 s 91, devançant la Grande-Bretagne et le Nigéria.

## Palmarès
- Jeux olympiques de 1984 à Los Angeles :
  -  Médaille d'or au relais 4 × 400 m

## Record personnel
- 400 m : 44 s 83 (Zurich, 1984)